# ویچی مارتینز
ویچی مارتینز (انگلیسی: Vicci Martinez؛ زادهٔ ۲۱ سپتامبر ۱۹۸۴) خواننده، ترانه‌سرا و موسیقی‌دان اهل ایالات متحده آمریکا است. همچنین او در مجموعه تلویزیونی نارنجی مد جدید است به عنوان بازیگر حضور داشته است.